# 来間泰男
来間 泰男（くりま やすお、1941年(昭和16年)7月28日 - ）は、日本の沖縄史学者・農学者、沖縄国際大学名誉教授。

## 来歴
那覇市生まれ。1965年（昭和40年）宇都宮大学卒業。琉球政府農林局に三年勤務、1970年（昭和45年）宇都宮大学大学院農学研究科修士課程修了。同年国際大学 (沖縄) 講師。1972年（昭和47年）統合で沖縄国際大学講師、1974年（昭和49年）助教授。1982年（昭和57年）教授。2010年（平成22年）退職、名誉教授。
1991年(平成3年)『沖縄県農林水産行政史　第1・2巻』（農林統計協会）で九州農業経済学会学術賞を受賞、1998年(平成10年)『沖縄経済の幻想と現実』で伊波普猷賞を受賞。

## 著書
- 『沖縄の農業 歴史のなかで考える』日本経済評論社 1979
- 『沖縄経済論批判』日本経済評論社 1990
- 『沖縄経済の幻想と現実』日本経済評論社 1998
- 『沖縄の米軍基地と軍用地料』榕樹書林 がじゅまるブックス 2012
- 『シリーズ沖縄史を読み解く』日本経済評論社

1『稲作の起源・伝来と"海上の道"』2010
2『〈流求国〉と〈南島〉 古代の日本史と沖縄史』2012
3『グスクと按司 日本の中世前期と琉球古代』2013
4『琉球王国の成立』2014

### 共著編
- 『戦後沖縄の歴史』儀部景俊,安仁屋政昭共著 日本青年出版社 1971
- 『日本農業の再編と市場問題』（講座今日の食料・農業市場）三國英實共編 筑波書房 2001
- 『沖縄農業 その研究の軌跡と現状 見えてくる明日の沖縄の農業-学会シンポジウムの記録』沖縄農業経済学会共編 榕樹書林　がじゅまるブックス　2013